# Любопытный Джордж
«Любопы́тный Джордж» (англ. Curious George) — американский приключенческий мультипликационный фильм об обезьянке Джордже, поставленный по книгам Ханса Аугусто Рея и Маргрет Рей. Премьера в США состоялась 10 февраля 2006 года.
Американские кинокритики встретили фильм сдержанно. Некоторые рецензенты отметили незамысловатый сюжет, который может заинтересовать только малышей — дошкольников. Другие же наоборот нашли ленту необычайно милой и смешной, идеально подходящую для малышей и их родителей
Два слогана: Обезьяна — это не то, что ты думаешь и Действуй по инстинкту, а не по карте!

## Сюжет
Сын владельца музея древностей решает уговорить отца, мистера Блюмзбэрри, закрыть убыточный бизнес и открыть на месте него автостоянку, чтобы поправить финансовое положение семьи. Один из сотрудников музея — Тед, пускается на поиски таинственного идола — Талисмана Зигауа в Южную Африку, надеясь, что экспонат вернёт музею былую славу и привлечёт новых посетителей. Там он встречает забавного и весёлого Джорджа — неунывающую обезьянку, который решает помочь своему новому другу спасти музей и разгадать загадку затерянного артефакта.

## Роли озвучивали
- Уилл Феррелл — Тед Миллер, человек в жёлтой шляпе
- Фрэнк Уэлкер — Обезьянка «Джордж»
- Дрю Берримор — Мегги Данлоп, учительница
- Дик Ван Дайк — мистер Блюмзбэрри
- Юджин Леви — Кловис, музейный служащий
- Дэвид Кросс — Блюмзбэрри младший
- Джоан Плаурайт — мисс Плюшботтом
- Эд О'Росс — Иван, привратник в доме Теда
- Кимберли Брукс — второстепенные персонажи
- Майкл Чиньямурти — Эду, африканский проводник Теда

## Персонажи
- Тед Миллер (Человек в жёлтой шляпе) — друг Любопытного Джорджа, сотрудник музея Блюмзберри. Занимается поисками затерянного талисмана Зигауа. Тед несколько неуклюжий, жизнерадостный и отзывчивый. В одной из сцен фильма, удалённой в прокатном варианте, указывается его фамилия — Шеклфорд.
- Любопытный Джордж — обезьянка, живущая в Африке со своими друзьями, и по воле случая попадающая в Нью-Йорк. Джордж очень любопытен и всегда готов прийти на помощь, из-за чего он часто попадает в различные приключения. Он очень умён, хорошо разбирается в изобразительном искусстве, и очень ценит красоту природы.
- Мэгги — учительница, которая каждый четверг проводит экскурсии для своих учеников в музее Блюмзберри. Частое посещение музея вызвано не только чувством долга по отношению к школьникам, но и её личными интересами. Мэгги — девушка Теда.
- Мистер Блюмзберри — пожилой владелец музея. Испытывает финансовые затруднения, потому что музей не окупает себя. Посылает Теда в Африку на поиски затерянного идола Зигауа с надеждой, что найденный артефакт привлечёт новых посетителей, и выставки начнут приносить доход.
- Блюмзберри младший — сын и единственный ребёнок владельца музея, главный антагонист фильма. Он считает, что музей стоит закрыть и построить на его месте платную автостоянку. Внешне он мало чем похож на своего родителя, и, как открывается позже, завидует Теду, который является любимчиком мистера Блюмзберри. В конце фильма сын становится одним из сотрудников музея и зарабатывает столь желанную похвалу отца.

## Производство
В различные моменты разработка мультфильма была предложено, чтобы фильм был полностью в CG или с живым действием, смешанным с CG, прежде чем было принято окончательное решение использовать традиционную анимацию<>. По состоянию на июль 2001 года Брэд Бёрд написал сценарий для фильма<>.
Режиссёр Мэттью О’Каллаган высоко оценил голос Дика Ван Дайка одного из персонажей.

Я был удивлен, когда я, наконец, встретил его, что он никогда не озвучивал своим голосом, с его ассоциацией с Диснеем в течение всех этих лет. Я просто сдулся, поэтому я сказал: «Это здорово», потому что, поскольку я режиссёр анимации, вы всегда хотите использовать новых людей, которые не сделали анимированных голосов — по крайней мере, я это делаю.
Оригинальный текст (англ.)I was surprised when I actually finally met him that he had never done an animated voice before, with his association with Disney for all those years. I was just blown away so I'm going, 'This is great,' because as an animation director you always want to use people who are fresh, who haven't done animated voices – at least I do.
— Мэттью О'Каллаган
Руководители CG пытались дублировать внешний вид автомобилей в книге, о которых описывает исполнительный продюсер Кен Цумура, с учётом взглядов 1940-х и 1950-х годов; По словам продюсера Ярроу Чейни, кинематографисты также сотрудничали с Volkswagen, чтобы спроектировать красный автомобиль, на котором ехал Тед, упрощая его и округляя края. Чейни также сказал, что до этого они основанные на некоторых моделях на Volkswagens из-за их пригодности.

## Критика и отзывы
Фильм имеет 69 % одобрения на Rotten Tomatoes на основе 103 рецензий; средний рейтинг составляет 6,1/10. Отзыв сайта гласит: «„Любопытный Джордж“ — это яркая, сладкая, верная адаптация книг любимых детей».
Роджер Эберт высоко оценил дизайн мультфильма и его верность «духу и невинности книг». Поскольку он сам не особенно любил фильм, Эберт сделал исключение в этом случае, рекомендуя его для детей, основанные на его лучших качествах, точка, о которой он сказал, что он несколько не согласен с его телеведущим Ричардом Ропером.
Оуэн Глейберман из «Entertainment Weekly» был «приятно удивлён» спокойным тоном мультфильма, который, как он считал, был против современных тенденций, но сказал, что «Джордж, возможно, слишком слаб и что фильм близок чтобы отрицать, что он какой-то нарушитель спокойствия». Он несколько отрицательно заметил несколько современных анахронизмов в фильме. Брайан Лоури из «Variety» отрицательно относился к фильму, критикуя качество анимации, музыки и других аспектов.
Лоури утверждает, что есть некоторые обновления к истории, такие как «Человек в жёлтой шляпе» из книги, наконец, получил имя. Он также отмечает, что анимированный персонаж Дэвида Креста имеет сильное сходство с самим актёром. Колин Скрыт из «Star Tribune» отметил, что использование фильма «традиционная клеточная картина и цифровые эффекты» дополняет оригинальные акварельные иллюстрации и считает фильм интересным и все же довольно простым. Он рассмотрел трудности в адаптации оригинальных историй (в которых Джордж в основном вызывает проблемы, а Человек в жёлтой шляпе исправлял их) в фильме, и как были добавлены некоторые конфликты и небольшой романтический подзаговор.

## Кассовые сборы
Фильм собрал 58,4 миллионов долларов в США и ещё 11,5 миллионов за границей, общая сумма которых составила 69,8 миллионов долларов США во всем мире.

## Телесериал
PBS Kids выпустила мультсериал под одноимённым названием. Данный сериал создавался одновременно с мультфильмом. Фрэнк Уэлкер также озвучил главную роль. 15 июля 2020 года сериал вышел на стриминговом сервисе Peacock.

## Продолжения
2 марта 2010 года было выпущено продолжение «Любопытный Джордж 2: По следам обезьян», а 23 июня 2015 года вышел «Любопытный Джордж 3: Назад в джунгли».